# Нарышкинский проезд
Нары́шкинский прое́зд — небольшая улица в центре Москвы в Тверском районе между Большой Дмитровкой и Большим Путинковским переулком.

## Происхождение названия
Назван в XIX веке по соседнему бывшему скверу (Нарышкинский сквер), который сейчас — часть Страстного бульвара. Нарышкинский сквер носил фамилию домовладелицы.

## Описание
Нарышкинский проезд продолжает Большую Дмитровку за Страстным бульваром и проходит на северо-запад до Большого Путинковского. Параллельно ему на западе проходит такой же небольшой Малый Путинковский переулок.